# William J. Mitchell (Architekt)
William John Mitchell (* 15. Dezember 1944 in Horsham, Australien; † 11. Juni 2010 in Boston, Vereinigte Staaten) war ein US-amerikanischer Architekt und Universitätsprofessor.

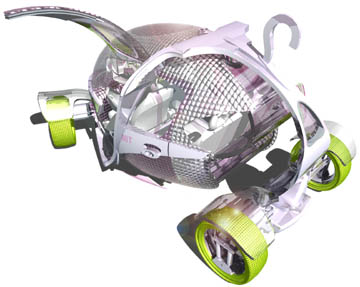
Zwischenstand der Entwicklung des MIT-Car

William Mitchell studierte an der Universität Melbourne (BArch), an der Yale University (MED) und an der University of Cambridge (MA). Er war Leiter des Architektur/Stadtplanungs-Programms der UCLA's Graduate School of Architecture and Urban Planning. Mitchell lehrte auch an der Yale University, der Carnegie Mellon University und der Universität Cambridge. Er war G. Ware and Edythe M. Travelstead Professor of Architecture und Leiter des Master in Design Studies-Programms an der Harvard Graduate School of Design.
Mitchell war Professor für Architektur, Medienkunst und -wissenschaften am Massachusetts Institute of Technology. Dort hatte er die Alexander W. Dreyfoos, Jr.-Professur inne und leitete die Media-Labs „Smart Cities“ Forschungsgruppe. Er war Fellow des Royal Australian Institute of Architects und der American Academy of Arts and Sciences. 1997 erhielt er den „Appreciation“-Preis des Japan Institute of Architects.

## Publikationen
- Reinventing the Automobile: Personal Urban Mobility for the 21st Century (MIT Press 2010), ISBN 0-262-01382-7
- Placing Words: Symbols, Space, and the City (MIT Press, 2005), ISBN 0-262-63322-1
- Me++: The Cyborg Self and the Networked City (MIT Press, 2003), ISBN 0-262-63313-2
- e-topia: Urban Life, Jim—But Not As We Know It, (MIT Press, 1999), ISBN 0-262-63205-5
- High Technology and Low-Income Communities, with Donald A. Schön and Bish Sanyal (MIT Press, 1998), ISBN 0-262-69199-X
- City of Bits: Space, Place, and the Infobahn (MIT Press, 1995), ISBN 0-262-63176-8